# Oliver Otis Howard

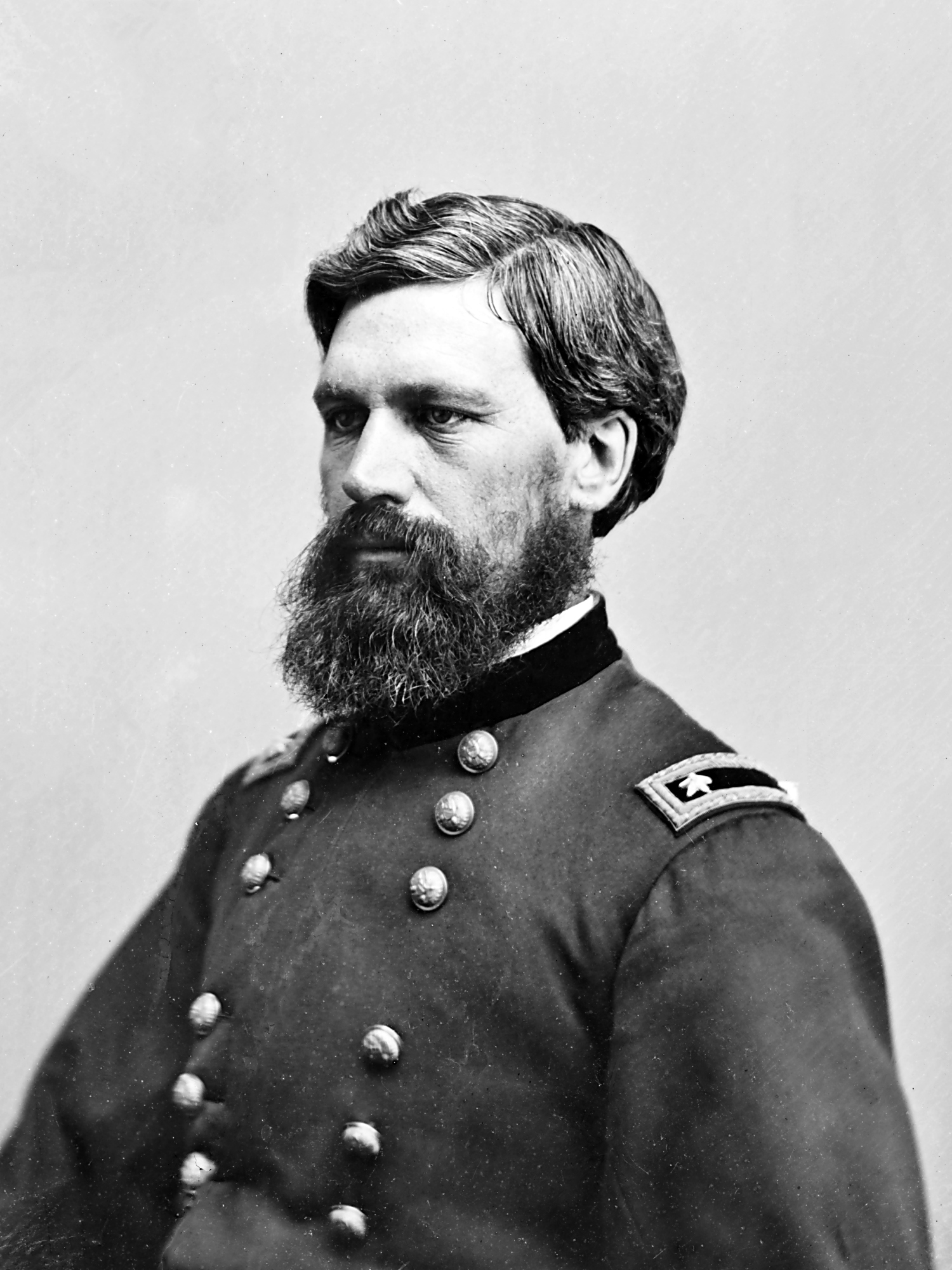
Oliver Otis Howard, Foto von Mathew Brady, ca. 1860

Oliver Otis Howard (* 8. November 1830 in Leeds, Maine; † 26. Oktober 1909 in Burlington, Vermont) war ein General des US-Heeres.

## Leben
1846–1850 besuchte er das Bowdoin College, an dem sich die wesentlichen Züge seines Charakters entwickelten. Er wurde ein sehr frommer Student, der auffällig Abstand hielt vom Trinken, Fluchen und Rauchen.

### Frühe Dienstjahre
Er schloss im Jahr 1854 die Militärakademie in West Point, New York als einer der Jahrgangsbesten ab. Danach diente er im Watervliet Arsenal in West Troy, New York (1854–1855); Kennebec Arsenal in Augusta, Maine (1855–1856); und im 3. Seminolenkrieg (1856–1857). Nach einem kurzen Zwischenspiel als Nachschuboffizier kehrte er wieder an die Akademie zurück, um Mathematik zu unterrichten. Er heiratete seine Freundin aus Kindertagen, Elizabeth Ann Wait. Sie bekamen sieben Kinder, davon fünf Söhne und zwei Töchter. Seine Überlegungen, für ein Pfarramt in der episkopalischen Kirche zu studieren, erübrigte sich durch den Ausbruch des Amerikanischen Bürgerkrieges.

### Bürgerkrieg

O.O. Howard (links) mit John A. Logan, William B. Hazen, William T. Sherman, Jeff C. Davis, Henry W. Slocum und Joseph A. Mower, Foto von Mathew Brady, 1865

Howard blieb der Union treu und übernahm das Kommando über ein Infanterieregiment seines Heimatstaates. Aber schon während der ersten Schlacht von Manassas führte er eine Brigade, was durch seine kurz darauf erfolgende Beförderung zum Brigadegeneral bestätigt wurde. Die Brigade führte er während George McClellans Halbinsel-Feldzug. Während der Schlacht von Fair Oaks im Frühjahr 1862 wurde er schwer verwundet und verlor einen Arm. Nach seiner Genesung führte er wieder eine Brigade, mit der er an der Schlacht am Antietam teilnahm. Zum Generalmajor des Freiwilligenheeres befördert, kommandierte er während der Schlacht von Fredericksburg eine Division. Im Frühjahr 1863 wurde er mit der Führung des XI. Korps beauftragt, das vor allem aus Deutschamerikanern bestand.
Das Korps wurde in der Schlacht bei Chancellorsville schwer geschlagen, und auch bei Gettysburg erlitt es hohe Verluste. Zusammen mit dem XII. Korps wurde es danach nach Westen verlegt, wo Howard an der Schlacht von Chattanooga teilnahm. Im Frühling 1864 übergab ihm General Sherman für den bevorstehenden Atlanta-Feldzug das IV. Korps in der Cumberland-Armee, und nach dem Tod von General James B. McPherson führte er die Tennessee-Armee. Armeeoberbefehlshaber blieb er auch während Shermans Marsch zum Meer und dem Carolina-Feldzug.

### Nachkriegszeit

Aufnahme vom 4. November 1894 bei seinem Abschied aus dem Militärdienst

Nach dem Krieg leitete Howard das Bureau of Refugees, Freedmen and Abandoned Lands kurz Freedmen’s Bureau genannt. Er war dafür verantwortlich, vier Millionen befreiter Sklaven mit wenig finanziellen Mitteln Lesen und Schreiben beizubringen, sie in handwerklichen Berufen zu schulen und vor den Ängsten der Weißen in den Südstaaten zu schützen. Er handelte Arbeitsverträge aus, schlichtete Streitigkeiten und bezahlte Lehrer. Sobald er über Geld verfügten konnte, unterstützte er die Schulen. Das Freedmen Bureau bestand nur von 1865 bis 1871, aber Howard gab mehr als 5 Millionen Dollar für die schulische Bildung aus. In dieser Zeit gründete er auch die Howard University, die in den ersten Jahren von dem Geld der Freedmen existierte und deren Präsident er von 1869 bis 1874 war.
Im Jahr 1872 gelang es ihm, mit den Chiricahua-Apachen unter Cochise Frieden zu schließen. Fünf Jahre später führte er weiter nördlich eine spektakuläre Kampagne gegen die Nez Percé  durch. Erst nach einer monatelangen Verfolgungskampagne, während der das US-Heer mehrere Niederlagen hatte einstecken müssen, gelang es ihm, die flüchtigen Indianer wenige Meilen vor ihrem Ziel, der Grenze zu Kanada, zu stellen und zur Aufgabe zu zwingen (siehe Nez-Percé-Krieg).
Howard engagierte sich auch für die Politik der Republikanischen Partei, die Congregational Home Missionary Society, die Young Men’s Christian Association, den Orden Military Order of the Loyal Legion und für die Congregational Church (Kirche).
In der Folgezeit hatte Howard verschiedene weitere Posten inne, so war er zum Beispiel in den Jahren 1881 und 1882 als Superintendent Kommandeur der United States Military Academy in West Point. 1894 schied er aus dem Militärdienst aus und widmete sich dem Schreiben von Büchern. Der tief religiöse Howard, der von seinen Soldaten den Namen Christian Soldier erhalten hatte, starb am 26. Oktober 1909 in Burlington, Vermont.
Nach ihm ist Howard County in Nebraska benannt.

## Veröffentlichungen
- Nez Percé Joseph (1881),
- General Taylor (1892)
- Autobiography of Oliver Otis Howard, major general, United States Army, Vol. I  Publisher: The Baker & Taylor Company,  New York, 1907
- Autobiography of Oliver Otis Howard, major general, United States Army. Vol. II Publisher: The Baker & Taylor Company,  New York, 1907
- My Life and Experiences Among Hostile Indians (1907)
- Famous Indian Chiefs I Have Known (1908).
- Bücher von Oliver Otis Howard im Internet Archive – online